# 1340-е годы до н. э.
1340-е (ты́сяча три́ста сороковы́е) го́ды до на́шей э́ры по пролептическому юлианскому календарю — промежуток времени с 1 января 1349 года до н. э. по 31 декабря 1340 года до н. э., включающий с 1349 по 1341 годы 6-го десятилетия  и 1340 год 7-го десятилетия XIV века 2-го тысячелетия до н. э. Им предшествовали 1350-е годы до н. э., за ними следовали 1330-е годы до н. э. Они закончились 3365 лет назад.

## События

### Египет
- 1349 до н. э. — в Египетской империи во внутренней политике занимали высокие посты нубийцы Судана и ливийцы.
- 1348 до н. э. — фараон Аменхотеп IV начал строительство новой столицы Ахетатон, теперь известной как Амарна.
- 1344 до н. э. — Аменхотеп IV запретил поклонение всем богам, кроме Атона[1].
- 1341 до н. э. — Аменхотеп IV направил армию для подавления мятежной Нубии.

### Греция
- 1348 до н. э. — верховный король Электрион (1348—1311 до н. э.) из Микен сменяет Персея на престоле.

### Малая Азия
- 1347 до н. э. — Митанни раздирали дворцовые интриги между партиями ассирийцев и хеттов.
- 1344 до н. э. — король Суппилулиума I (1344—1322 до н. э.) из Хеттского царства пришёл к власти.
- 1342 до н. э. — Суппилулиума I захватил большие площади в Анатолии и разрушил царство митаннийское.
- 1340 до н. э. — город Катна захвачен хеттами, ассирийцы продвигаются к берегам Евфрата.

## Родился
- 1341 до н. э. — Король Тутанхамон — одиннадцатый фараон из 18-й династии Египта.